# Paul Zanker
Paul Zanker (* 7. Februar 1937 in Konstanz) ist ein deutscher Klassischer Archäologe.

## Werdegang
Paul Zanker studierte Klassische Archäologie und Geschichte an den Universitäten München, Rom und Freiburg. In Freiburg wurde er 1962 bei Walter-Herwig Schuchhardt promoviert und dort 1967 auch habilitiert. Anschließend war er Dozent in Freiburg. Von 1972 bis 1976 war Zanker ordentlicher Professor in Göttingen, von 1976 bis 2002 Professor für Klassische Archäologie an der Universität München. Gleichzeitig war er von 1995 bis 2002 Direktor des Deutschen Archäologischen Instituts in Rom. Während dieser Zeit war er außerdem Direktor des Münchner Museums für Abgüsse Klassischer Bildwerke, das unter seiner Leitung wieder die alte Größe erreichen konnte. Im akademischen Jahr 1993/94 war Zanker zudem Fellow am Wissenschaftskolleg zu Berlin. Nach seiner Pensionierung 2002 lehrte Zanker noch für einige Jahre als Professor für antike Kunstgeschichte (Storia dell’arte antica) an der Scuola Normale Superiore in Pisa.
Zankers Studien zu römischen Umbildungen griechischer Statuen, zum römischen Porträt, zur politischen Dimension der antiken Kunst, vor allem in der augusteischen Zeit, sowie zum pompejanischen Wohngeschmack waren richtungsweisend in der Klassischen Archäologie und haben zahlreiche Forschungen angestoßen. Seine Studie Augustus und die Macht der Bilder erfuhr mehrere Auflagen und wurde nicht nur von Archäologen, sondern auch von Althistorikern intensiv rezipiert.
Zanker ist ordentliches Mitglied der Bayerischen Akademie der Wissenschaften, Corresponding Fellow der British Academy, der Academia Europaea (1992), der Königlich Dänischen Akademie der Wissenschaften, des Römischen Instituts der Görres-Gesellschaft und der Pontificia Accademia Romana di Archeologia. Als Mitglied der Bayerischen Akademie ist Zanker zudem Vorsitzender der Kommission für das Corpus Vasorum Antiquorum und der Kommission zur Erforschung des antiken Städtewesens. Paul Zanker war 1990/1991 Sather Professor an der University of California at Berkeley und wurde 1999 mit dem Reuchlin-Preis der Stadt Pforzheim, 2008 mit dem Bayerischen Maximiliansorden für Wissenschaft und Kunst ausgezeichnet. 2021 wurde Zanker in die American Academy of Arts and Sciences gewählt. Seit 1971 war er zunächst korrespondierendes, seit 1976 ist er ordentliches Mitglied des Deutschen Archäologischen Instituts.

## Schriften
- Wandel der Hermesgestalt in der attischen Vasenmalerei (= Antiquitas. Reihe 3, Band 2). Habelt, Bonn 1965 (zugleich Dissertation, 1962).
- Forum Augustum. Das Bildprogramm (= Monumenta artis antiquae. Band 2). Wasmuth, Tübingen 1968.
- Forum Romanum. Die Neugestaltung durch Augustus (= Monumenta artis antiquae. Band 5). Wasmuth, Tübingen 1972, ISBN 3-8030-1404-2.
- Klassizistische Statuen. Studien zur Veränderung des Kunstgeschmacks in der römischen Kaiserzeit. Philipp von Zabern, Mainz 1974 (Habilitationsschrift).
- Studien zu den Augustus-Porträts. Band 1: Der Actium-Typus (= Abhandlungen der Akademie der Wissenschaften zu Göttingen, Philologisch-Historische Klasse. Folge 3, Band 85). Vandenhoeck und Ruprecht, Göttingen 1973, ISBN 3-525-82358-4 (2. Auflage 1978).
- Provinzielle Kaiserporträts. Zur Rezeption der Selbstdarstellung des Princeps (= Abhandlungen der Bayerischen Akademie der Wissenschaften, Philosophisch-historische Klasse. Neue Folge, Band 90). C. H. Beck, München 1983, ISBN 3-7696-0085-1.
- mit Klaus Fittschen und Petra Cain: Katalog der Römischen Porträts in den Capitolinischen Museen und den anderen Kommunalen Sammlungen der Stadt Rom. 4 Bände, Walter de Gruyter, Berlin/Boston 1983–2014.
- Augustus und die Macht der Bilder. C. H. Beck, München 1987, ISBN 3-406-32067-8. Auch erschienen bei: Koehler & Amelang, Leipzig 1987, ISBN 3-7338-0023-0 (2. Auflage 1990; 4. Auflage 2003; 5. Auflage 2009; spanische Übersetzung 1992; polnische Übersetzung 1999; griechische Übersetzung 2006; italienische Übersetzung 2006).
- Pompeji. Stadtbilder als Spiegel von Gesellschaft und Herrschaftsform (= Trierer Winckelmannsprogramme. Heft 9). Philipp von Zabern, Mainz 1988, ISBN 3-8053-1056-0.
- Die Trunkene Alte. Das Lachen der Verhöhnten. Fischer, Frankfurt am Main 1989, ISBN 3-596-23960-5.
- Die Maske des Sokrates. Das Bild des Intellektuellen in der Antiken Kunst. C. H. Beck, München 1995, ISBN 3-406-39080-3 (englische Ausgabe 1995; italienische Übersetzung 2009).
- Pompeji. Stadtbild und Wohngeschmack (= Kulturgeschichte der antiken Welt. Band 61). Philipp von Zabern, Mainz 1995, ISBN 3-8053-1685-2 (englische Übersetzung 1998).
- Herausgeber mit Michael Wörrle: Stadtbild und Bürgerbild im Hellenismus (= Vestigia. Band 47). C. H. Beck, München 1995, ISBN 3-406-39036-6.
- Der Kaiser baut fürs Volk. Westdeutscher Verlag, Opladen 1997, ISBN 3-531-11968-0.
- Eine Kunst für die Sinne. Zur Bildwelt des Dionysos und der Aphrodite (= Kleine kulturwissenschaftliche Bibliothek. Band 62). Wagenbach, Berlin 1998, ISBN 3-8031-5162-7 (französische Übersetzung 2001).
- Die mythologischen Sarkophagreliefs und ihre Betrachter (= Sitzungsberichte der Bayerischen Akademie der Wissenschaften, Philosophisch-historische Klasse. Jahrgang 2000, Heft 2). C. H. Beck, München 2000, ISBN 3-7696-1608-1.
- mit Björn Christian Ewald: Mit Mythen leben. Die Bilderwelt der römischen Sarkophage. Hirmer, München 2004, ISBN 3-7774-9650-2 (italienische Übersetzung 2008).
- Die Apotheose der römischen Kaiser. Ritual und städtische Bühne. Carl Friedrich von Siemens Stiftung, München 2004.
- Die römische Kunst. C. H. Beck, München 2007, ISBN 978-3-406-54688-4 (2. Auflage 2015).
- Die römische Stadt. Eine kurze Geschichte. C. H. Beck, München 2014, ISBN 978-3-406-66248-5.